# Volcán Azul
Der Volcán Azul (spanisch für Blauer Vulkan) in Nicaragua besteht aus drei jungen Schlackenkegeln, welche von Geologen auf einem Flug in den 1960er Jahren entdeckt wurden. Die drei Kegel liegen südlich des Rio Curinhuas und westlich der Pearl Lagoon in der Región Autónoma de la Costa Caribe Sur. Sie sind bis zu 201 m hoch und haben jeweils einen Kraterdurchmesser von 50 bis 60 Metern. Es liegen keine gesicherten wissenschaftlichen Daten über den letzten Ausbruch vor, jedoch lassen die von Erosion weitgehend verschonten Krater und der für ein Regenwaldgebiet ungewöhnlich geringe Bewuchs auf ein Alter von nur wenigen tausend Jahren schließen.